# Lycium richii
Lycium richii är en potatisväxtart som beskrevs av Samuel Frederick Gray. Lycium richii ingår i släktet bocktörnen, och familjen potatisväxter. Inga underarter finns listade i Catalogue of Life.